# Jane Wikström
Jane Inger Wikström Hansen, född 12 december 1942 i Stockholm, är en svensk designer.
Wikström, som är dotter till kemigraf Ernst Wikström och Anna Johansson, är självlärd. Hon var anställd på Nordiska Kompaniets textilkammare 1958–1961, varuhuset Printemps designbyrå i Paris 1962 och startade eget företag 1963. Hon tilldelades Svensk Forms utmärkelse för design-funktion-kvalité på mammakläder (1983 och 1986) 